# Сан-Канціан-д'Ізонцо
Сан-Канціан-д'Ізонцо (італ. San Canzian d'Isonzo) — муніципалітет в Італії, у регіоні Фріулі-Венеція-Джулія,  провінція Гориція.
Сан-Канціан-д'Ізонцо розташований на відстані близько 450 км на північ від Рима, 32 км на північний захід від Трієста, 19 км на південний захід від Гориції.
Населення — 6252 особи (2014).
Щорічний фестиваль відбувається 21 листопада. Покровитель — Madonna della Salute.

## Демографія
Населення за роками:

Станом на 1 січня 2023 року в муніципалітеті офіційно проживало 337 іноземців з 41 країни, серед них 139 громадян країн Євросоюзу та 10 громадян України.

## Уродженці
- Маріо Тортул (*1931 — †2008) — італійський футболіст, згодом — футбольний тренер.

## Сусідні муніципалітети
- Фьюмічелло
- Градо
- Ронкі-дей-Леджонарі
- Сан-П'єр-д'Ізонцо
- Старанцано
- Турріако